# Amagon (Arkansas)
Amagon est un census-designated place situé dans l’État américain de l'Arkansas, dans le comté de Jackson.

## Démographie
| 1950 | 1960 | 1970 | 1980 | 1990 | 2000 |
| ---- | ---- | ---- | ---- | ---- | ---- |
| 181  | 234  | 136  | 126  | 108  | 95   |

| 2010 | - | - | - | - | - |
| ---- | - | - | - | - | - |
| 98   | - | - | - | - | - |